# Podlasia
Podlasia este o regiune istorică și etnografică în partea estică a Poloniei și Belarusul de vest. Acesta este situat între râul Biebrza în partea de nord și continuarea naturală spre sud - zona Polesie. În prezent denumirea Podlachia este utilizată în principal ca referire la partea poloneză a regiunii, care este împărțită în mod tradițional între partea de nord (la nord de râul Bug) și sudul Podlasiei. Partea de nord a Podlasiei este inclusă în Voievodatul Podlasia modern.

## Orașe în Podlasia
Transformare administrativă a provocat schimbări majore în definirea limitelor regiunii istorice Podlasia. După împărțirea Poloniei și Congresul de la Viena au avut loc mai multe modificări teritoriale.
| - Białystok - Bielsk Podlaski - Brańsk - Choroszcz - Ciechanowiec - Drohiczyn - Goniądz - Hajnówka | - Kleszczele - Kosów Lacki - Knyszyn - Łapy - Łosice - Międzyrzec Podlaski - Mońki - Mordy | - Rajgród - Siemiatycze - Sokołów Podlaski - Suraż - Szepietowo - Tykocin - Węgrów - Wysokie Mazowieckie |